# 丙二酸亚铊
丙二酸亚铊是一种铊化合物，化学式为CH2(COOTl)2。它在260 °C开始分解，其最终分解产物为甲醛、一氧化碳和氧化亚铊。

## 管制信息
根据《美国应急规划与社区知情权法》，它被列入极度危险物质列表。